# Abia lonicerae
Abia lonicerae är en stekelart som först beskrevs av Carl von Linné 1758.  Abia lonicerae ingår i släktet Abia, och familjen klubbhornsteklar. Arten är reproducerande i Sverige.

## Bildgalleri

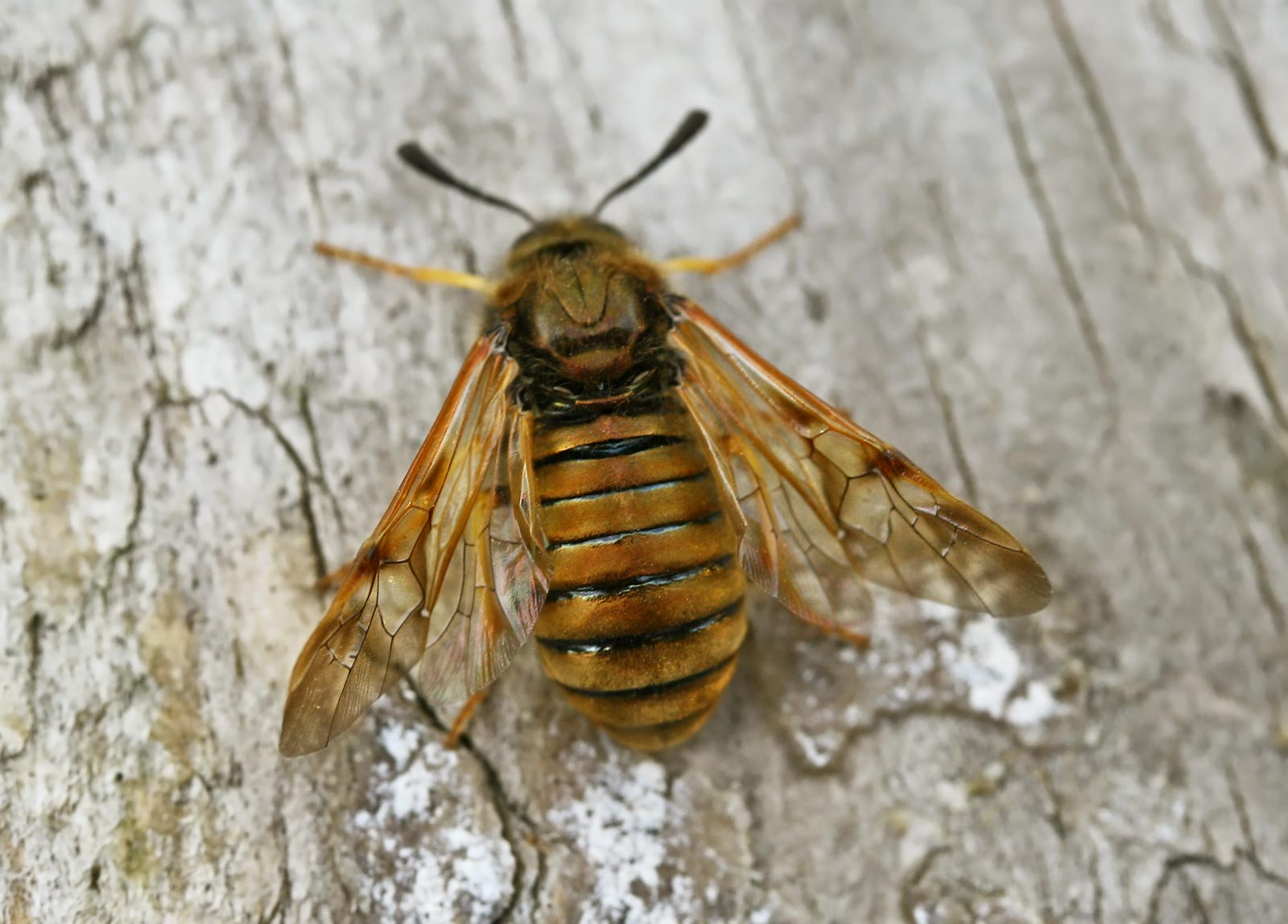
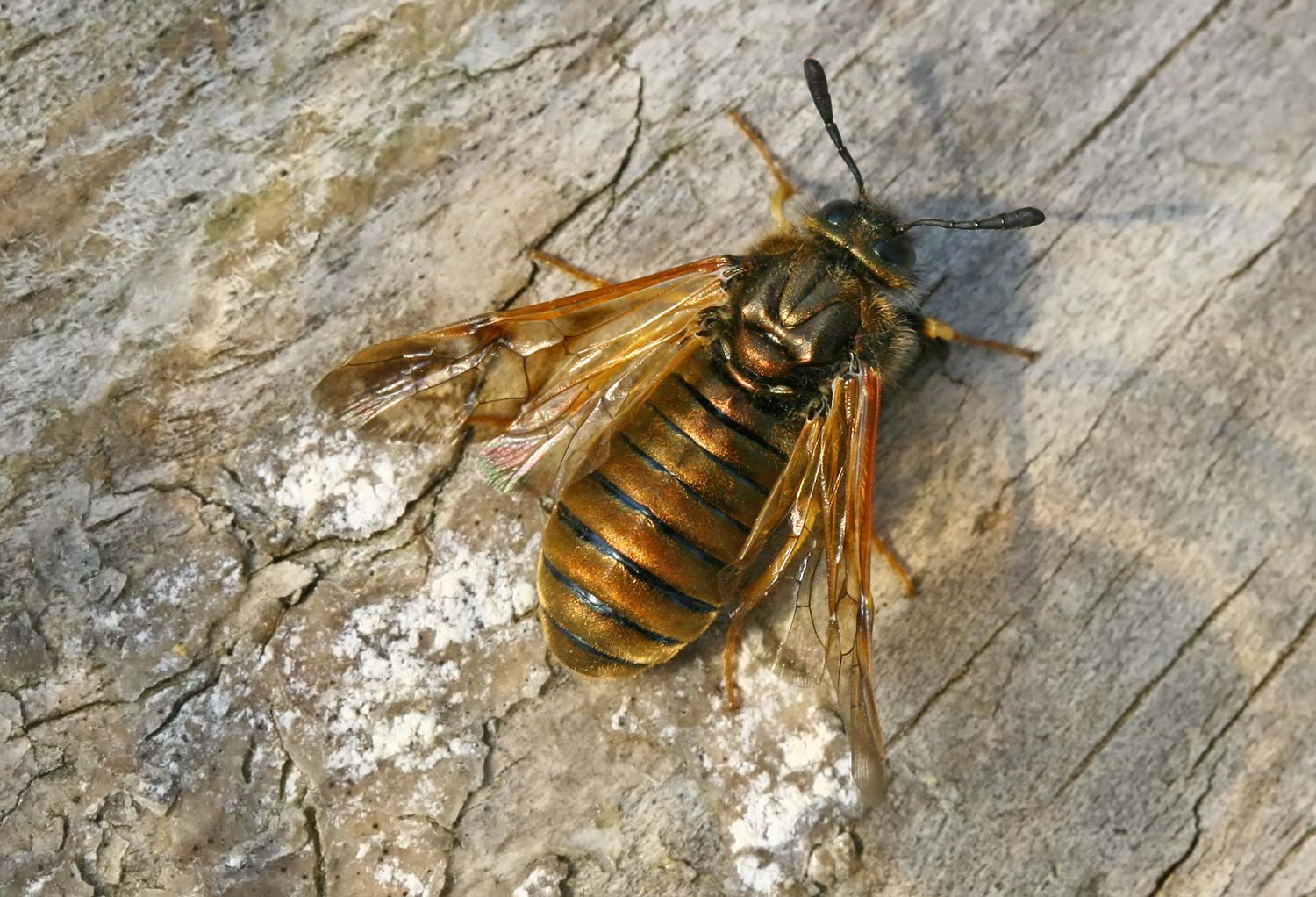
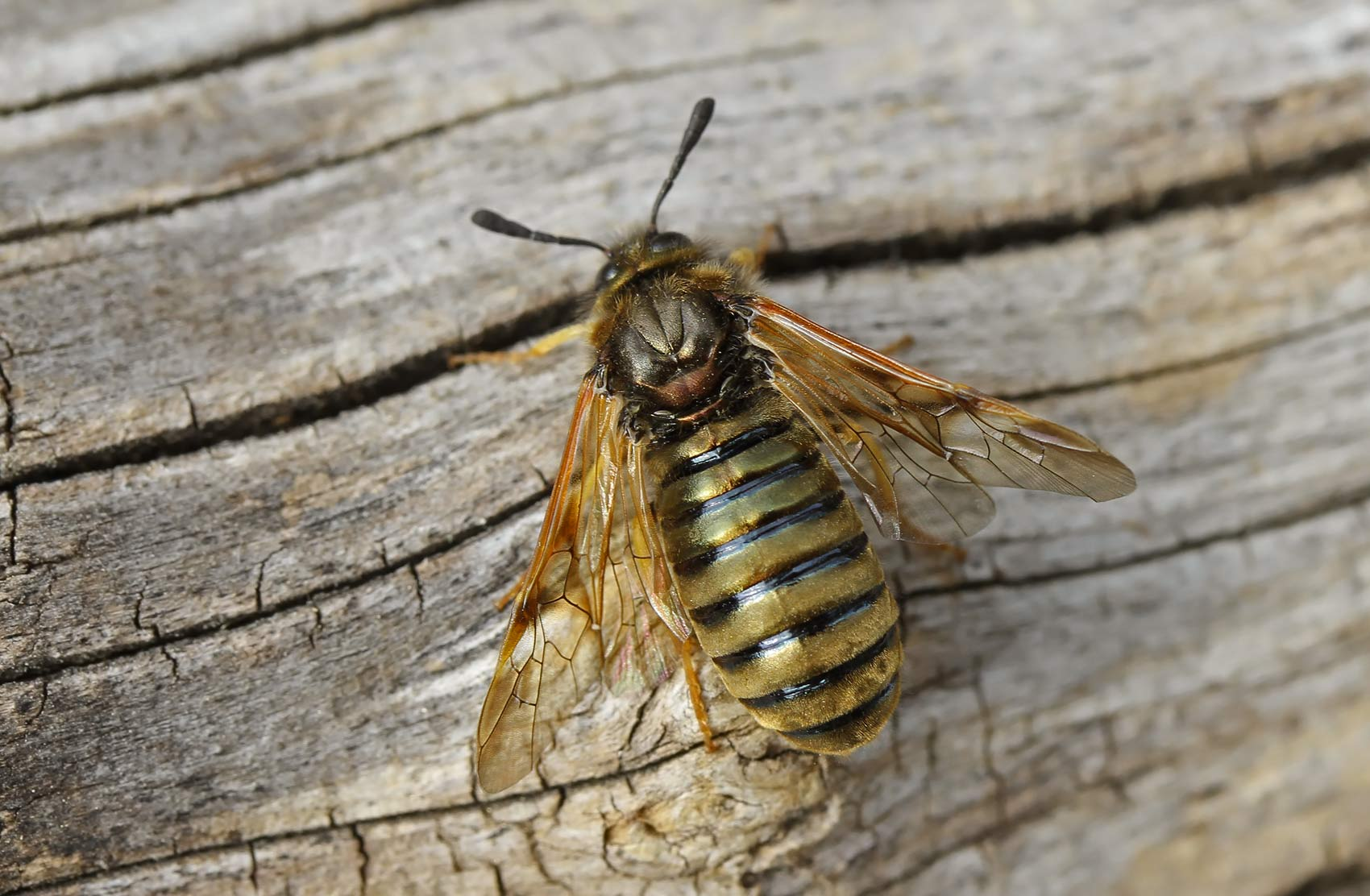
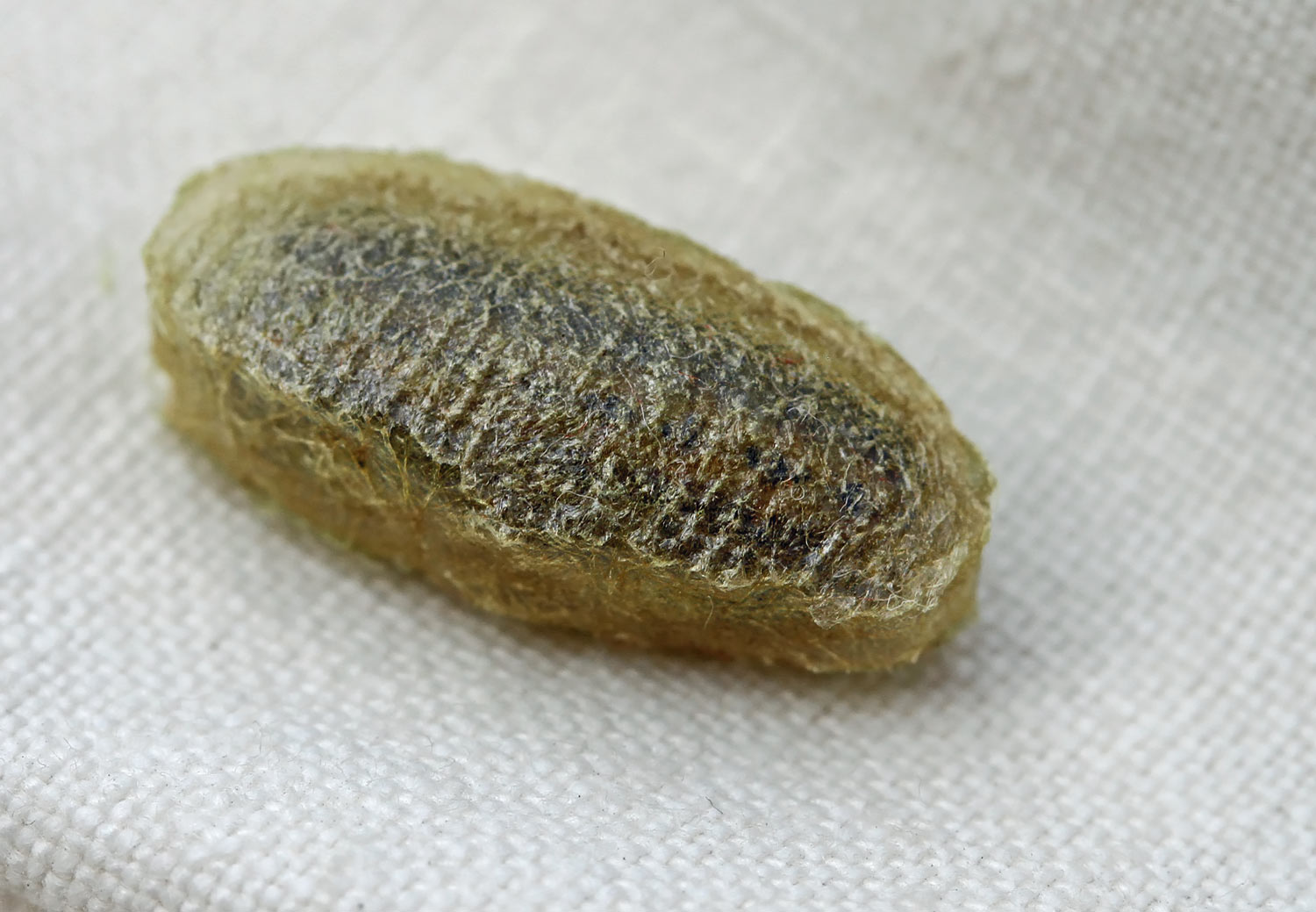